# Telefonie
Telefonie je souhrnný název pro obousměrný způsob přenosu lidského hlasu na velkou vzdálenost v reálném čase. Telefonie se uskutečňuje prostřednictvím telefonní technologie. Ta zahrnuje
- koncová zařízení (telefony, telefaxy, modemy, převodníky, ...)
- přenosové systémy (místní i dálková vedení, zesilovače, opakovače, multiplexory, ...)
- spojovací systémy (pobočkové i veřejné ústředny, koncentrátory, sdružovače, ...)

Telefonní síť sestává z koncových zařízení a telefonních ústředen vzájemně propojených přenosovými systémy.

## Základní principy
Časem vznikly a využívají se tři vzájemně propojené varianty telefonie:
- fixní telefonie
- mobilní telefonie
- satelitní telefonie

Postupně se vyvinuly a jsou kombinovány čtyři technické principy telefonie:
- prostorový multiplex (analogové telefony, vedení i ústředny), (anglicky Space-division multiplexing)
- časový multiplex (ISDN telefony a přípojky, ústředny a dálková vedení typu PCM), (anglicky Time-division multiplexing)
- frekvenční multiplex (převážně dálková telefonní vedení), (anglicky Frequency-division multiplexing)
- paketový multiplex (VoIP telefony, VoIP převodníky, VoIP ústředny), Voice over Internet Protocol

## Analogová telefonie
Využívá převod zvukové informace na analogový elektrický signál do podoby střídavého napětí, které se přenáší po vodičích. Zásadními potížemi této technologie jsou mimo jiné rušení, přeslechy a útlum signálu. V současnosti je tradiční analogový telefonní systém trvale na ústupu. Je vytlačována digitálními technologiemi popsanými v dalších odstavcích. Používá se v koncových zařízeních - analogových telefonech, které pro svoji jednoduchost a spolehlivost odolávají digitalizaci. 2-drátové účastnické telefonní vedení je stále standardním rozhraním na tzv. Poslední míli, tedy propojení mezi telefonní ústřednou a účastníkem.

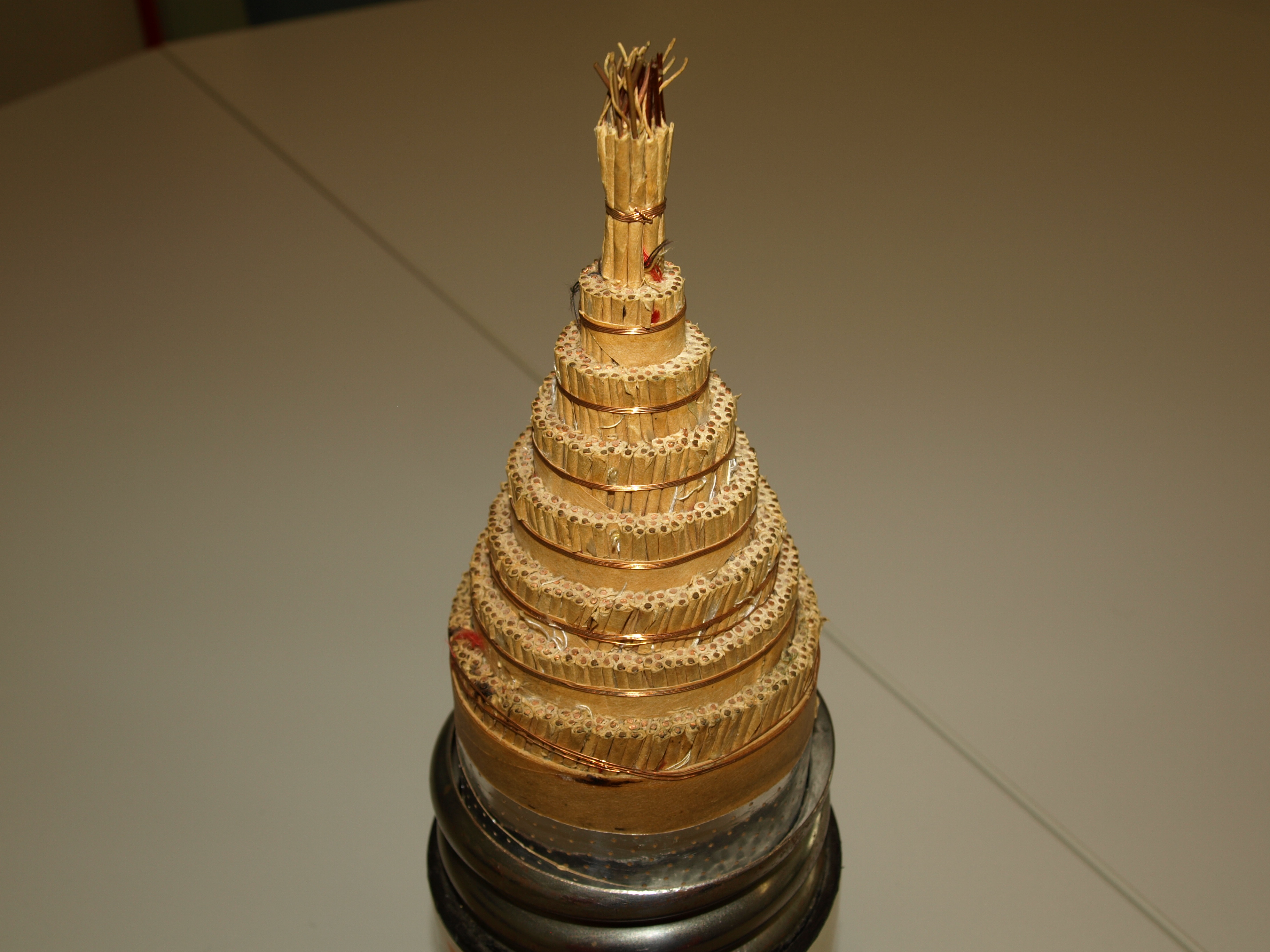
Detail starého spojovacího kabelu

## Digitální telefonie
Digitální telefonie zaznamenala masový nástup ve druhé polovině dvacátého století. Jejím základním principem je převod analogového signálu do digitální podoby, na řadu čísel v A/D převodníku (do binární podoby - dvojková soustava). Čísla popisují diskrétní hodnoty, získané z původního signálu vzorkováním. Typický vzorkovací kmitočet je 8 kHz a osmibitové kódování, což dává datový tok 64 Kb/s na jeden hovorový kanál. Z řady čísel přenášených elektricky, opticky, bezdrátově apod. je potom na přijímací straně možno v D/A převodníku obnovit signál velmi podobný původnímu na vysílací straně.
Více hovorových kanálů lze sdružit do jednoho přenosového média pomocí přepínání - multiplexu. Nejčastěji se používá časový multiplex, TDM. Ten dovoluje sloučení dvou (BRI), třiceti (PRI) nebo až tisíců hovorů do jednoho páru vodičů či vláken.
Problém technologie časového multiplexu TDM je v její obtížné slučitelnosti s technologiemi, používanými v současných počítačových sítích (např. Ethernet, Frame Relay atd.). Technologie TDM užívá médium rozdělené na velký počet kanálů s malou kapacitou. Navíc kanály jsou spojově orientovány, mají jasně ohraničený začátek, konec i průběh cesty.
Počítačové sítě směřují k optickým médiím s velkou nedělenou kapacitou a k ne-spojově orientovaným přenosům dat.
- První potíž je, že běžné analogové i digitální (TDM / ISDN) telefony potřebují metalické vedení. Optické telefony jsou a asi dlouho budou výjimečné a drahé. Naproti tomu datové sítě od kovových vodičů stále zřetelněji ustupují.
- Druhá potíž je, že v datových sítích zřetelně vítězí protokol IP, pro nějž je zcela jedno, kudy pakety v síti cestují. Hlavně že dorazí tam, kam mají. Dále také pro síťové „výhybky“ (přepínače a směrovače) soudobých protokolů je typické, že stejným „tlustým“ kanálem přepravují pakety pocházející z různých zdrojů a směřující k různým cílům.

To vše je proti duchu TDM telefonie. Stále méně lidí a firem je ochotno budovat dvojí síť, jednu pro telefonii, jednu pro data.

## Digitální buňková telefonie
Je souhrnný název pro různé typy telefonie, využívající rádiových digitálních telefonních sítí. Patří sem systémy DECT, GSM, UMTS apod.

## Digitální telefonie VoIP, VoFR, VoATM
Využívá přenosu digitalizovaného hlasu prostřednictvím protokolů digitálních (počítačových) sítí, jako jsou IP, Frame Relay nebo ATM. Princip je popsán v hesle VoIP.

## Digitální bezdrátová telefonie VoWLAN
Princip je shodný jako u telefonie přes pevné počítačové sítě (VoIP). Odlišnost spočívá ve využitém prostředí, kterým není drátová či vláknová síť, ale bezdrátová síť Wi-Fi.